# Quazemí de Dalt
El Quazemí de Dalt és una muntanya de 2.713,8 m alt del límit dels termes comunals de Castell de Vernet i de Vernet, tots dos de la comarca del Conflent, a la Catalunya del Nord.
És a l'oest de l'extrem meridional del terme de Vernet i al sud-est del de Castell de Vernet. És a prop a llevant del Quazemí. És de fet un contrafort sud-oest immediat del cim principal del Canigó.